# Вельополе (Новосондецький повіт)
Вельополе (пол. Wielopole) — село в Польщі, у гміні Хелмець Новосондецького повіту Малопольського воєводства.
Населення — 870 осіб (2011).

## Демографія
Демографічна структура станом на 31 березня 2011 року:
|          | Загалом | Допрацездатний вік | Працездатний вік | Постпрацездатний вік |
| -------- | ------- | ------------------ | ---------------- | -------------------- |
| Чоловіки | 437     | 124                | 285              | 28                   |
| Жінки    | 433     | 110                | 252              | 71                   |
| Разом    | 870     | 234                | 537              | 99                   |